# Enzo Manfredini
Enzo Manfredini, né à Modène le 30 juin 1887 et mort à Rome le 10 mars 1922, est un dessinateur, caricaturiste et lithographe italien reconnu durant la Première Guerre mondiale.

## Biographie
Après quelques années de formation à Turin, sur les conseils de Filippo Tommaso Marinetti, Manfredini arrive à Paris vers 1911 et s'y installe, ouvrant un studio graphique, l'« Atelier Manfredini » et a pour clients des publicitaires (réclame et affiche) ; il fréquente les futuristes mais s'en éloigne rapidement. Il livre bientôt chaque semaine des dessins humoristiques au Sourire, au Courrier français, à Pages folles, au Journal, et au Rire. Son dessin est recherché et son regard, singulier, plaît : il va poursuivre la plupart de ces collaborations durant plusieurs années. En 1912, il est publié par L'Indiscret et Le Pêle-Mêle, puis en 1913, s'ajoute Fantasio. Avec l'entrée en guerre, en 1914, il rejoint les colonnes illustrées du Pays de France, des Pages de gloire, du Régiment, puis de La Baïonnette, magazine à qui il livre peut-être ses dessins les plus remarquables, avec ceux parus dans Le Rire rouge (1915), où est publiée une mémorable caricature de Guillaume II,.
En 1915, l'Italie choisit le camp des Alliés : mais Manfredini avait décidé, lui, de se battre aux côtés des soldats français en tant que volontaire dès le mois d'août 1914 : brancardier, il est gravement blessé du côté de Reims à la fin de cette année-là, et en porte les séquelles. Il poursuit néanmoins ses publications : l’Almanach Vermot, Le Canard enchaîné, L'Intransigeant, Excelsior, Je sais tout (1917), Le Perchoir (1918), en un mélange de causticité et de tendresse, en un trait toujours net et précis, que salua André Salmon (1917). Il livre également des dessins à des périodiques italiens comme Sempre Avanti, Il Duca Borso fondé par Umberto Tirelli et Angelo Fortunato Formiggini, Il Pasquino, Torino ridet, Conte Salomone, Ma ch è?.
On lui doit également plusieurs albums de dessins lithographiés et un volume de mémoire dessiné publié en 1918. Très lié dès avant guerre à Gaston de Pawlowski, il illustra plusieurs de ses recueils, et fut élu membre des Humoristes.
Malade du fait de ses blessures, il retourne vivre à Rome, dans une maison de santé, où il meurt en mars 1922.

## Œuvre

### Affiches
- Au Nouveau Cirque, 1913.
- Lip Lip Hourra ! La montre de la victoire[9], avant 1918.
- Inerno per voi, Estate... per me, 1918.

### Publications d'ouvrages
- Gaston de Pawlowski, Polochon. Paysages animés, coll. « In Extenso » no 75, Le Renaissance du livre, 1916.
- Les restrictions. Quatre lithographies en couleurs, album, Paris, 1917.
- André Alexandre, Panam ! : refrains sur des airs connus, pièces diverses : octobre 1916-décembre 1917, Berger-Levrault, 1918.
- Dessins et légendes 1914 1918, préfacé par Louis Vauxcelles, Paris, Albin Michel, 1918.
- Gaston de Pawlowski, Contes singuliers, coll. « In Extenso » no 107, Le Renaissance du livre, 1918.
- Les Boîtes des quais, album, Paris, 1920.
- Quelques dessins de guerre, préface d'André Salmon, Paris, La Renaissance du livre, 1920.

### Collections publiques
- La Contemporaine, Université Paris-Nanterre[10]
- Médiathèque du patrimoine et de la photographie, Charenton-le-Pont.
- Musées de Reims[11].
- Francesino giovane (1912)[12], pastel sur carton, Albisola Superiore, Museo della Ceramica Manlio Trucco.

## Galerie

Quelques images de Manfredini
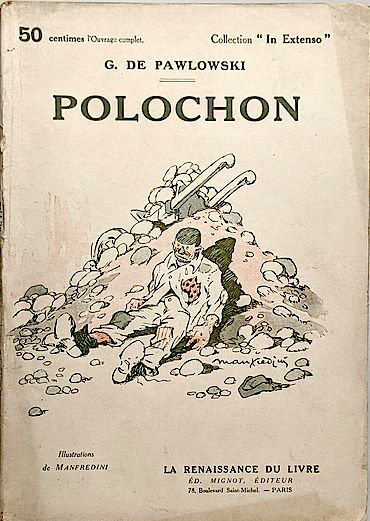
Couverture de Polochon (1916) de Gaston de Pawlowski
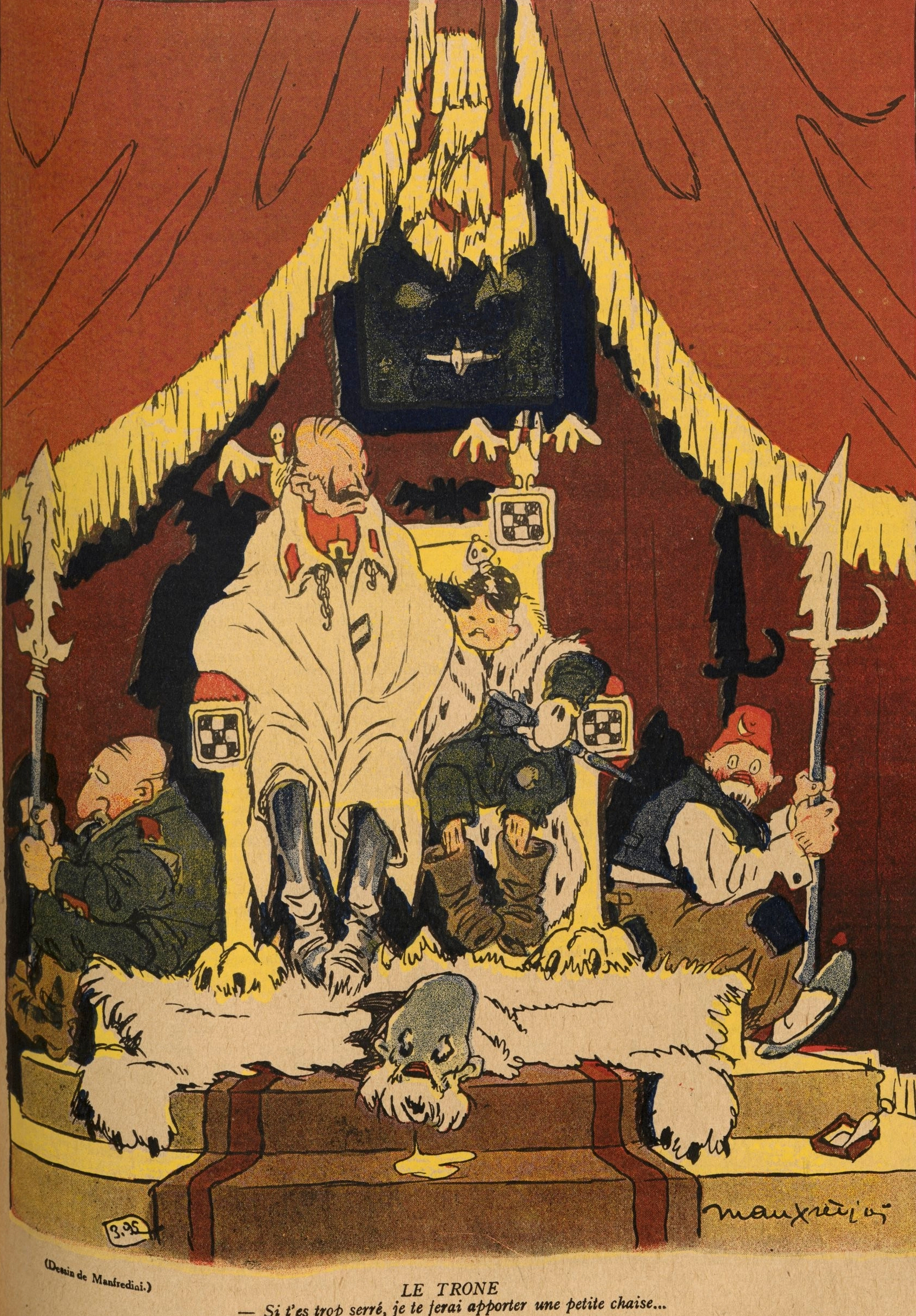
« Le Trône », publiée dans La Baïonnette, 17 mai 1917
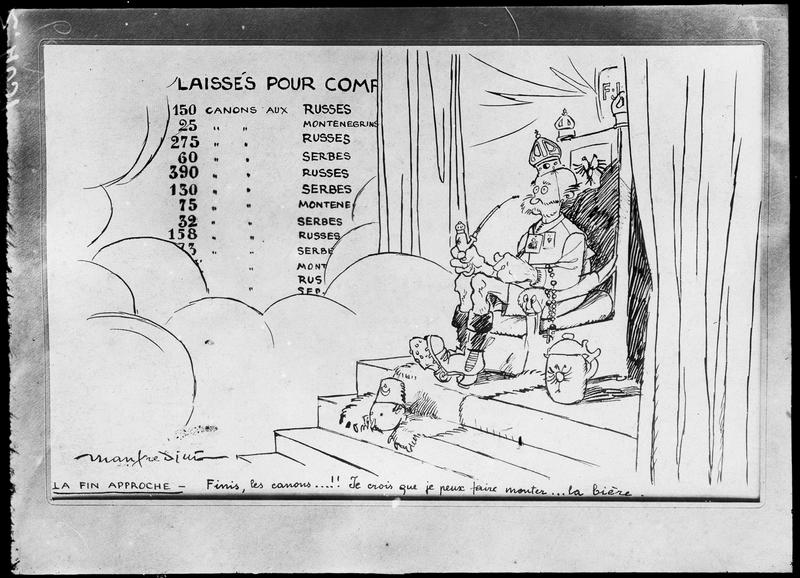
« La fin approche », caricature de François-Joseph 1er (vers 1917)